# Terremoto de Linfen de 1695
El terremoto de Linfen de 1695 golpeó la provincia de Shanxi en el norte de China, durante la dinastía Qing el 18 de mayo de 1695. Ocurriendo a poca profundidad dentro de la corteza continental, el terremoto de onda superficial de magnitud 7,8 tuvo una intensidad máxima de XI en la escala de intensidad sísmica de China y escala de intensidad de Mercalli. Este devastador terremoto afectó a más de 120 condados en ocho provincias de la China actual. Se estima que 52.000 personas murieron en el terremoto, aunque el número de muertos pudo haber sido de 176.000.

## Entorno tectónico
El Sistema de Rift de Shanxi es una zona de rift intracontinental sísmicamente activa en el norte de China. Desde el año 231 a. C., se han registrado ocho terremotos de magnitud 7,0 en el sistema de grietas. Los terremotos de Hongdong de 1303 y Shaanxi de 1556 fueron los eventos más mortíferos que ocurrieron en la grieta, con un número de muertos de 270.000 y 830.000, respectivamente.
Limitada al oeste por las montañas Lüliang y al este por las montañas Taihang, la falla de Shanxi forma el límite este del Bloque Ordos; un fragmento de corteza continental dentro de la Placa Euroasiática. Dentro de la grieta hay medios grabens. Se formó cuando comenzó la extensión en el Mioceno o Plioceno, separando la corteza en el Bloque Ordos del Cratón del Norte de China. La razón de la extensión en esta parte de China aún se debate, aunque la hipótesis más acordada es la deformación de la corteza resultante de la colisión entre India y Asia que involucró a las placas india y euroasiática a lo largo del empuje principal del Himalaya en el Himalaya, lo que provocó la rotación de bloques de corteza en China. Otras hipótesis son el retroceso de la losa de la Placa del Pacífico a medida que se subduce a lo largo de la costa este de Japón; o tectónica intraplaca localizada.
Los terremotos de inmersión y deslizamiento en el norte de China son consistentes con la extensión de la corteza en curso a lo largo del sistema de Rift de Shanxi. La grieta se extiende por 1.200 km y tiene hasta 60 km de ancho. El foso está delimitado por fallas normales en ambos lados capaces de generar terremotos. La extensión a lo largo de la zona del rift ocurre a un ritmo lento de 0,8 ± 0,3 mm/año, por lo que los terremotos ocurren con largos intervalos de recurrencia. Las magnitudes estimadas de los terremotos por los investigadores chinos anteriormente tienen posibles imprecisiones, ya que están sesgadas en las descripciones escritas y el número de muertos por los terremotos.

## Terremoto
El terremoto tuvo un epicentro en el condado de Xiangfen en la ciudad de Linfen, a nivel de prefectura. Se determinó que la falla de Linfen-Fushan, la falla de Liucun y la falla de Luoyunshan fueron las fuentes del evento en función del examen de la intensidad sísmica de los mapas isosísmicos. Estudios anteriores sobre las fallas individuales encontraron que la magnitud máxima para cada una de ellas es 7,0, por lo tanto, se involucró una ruptura de múltiples fallas para producir un evento de magnitud 7,8. Generó una ruptura de 70 km a lo largo de una falla pronunciada hacia el noroeste con un sentido de deslizamiento lateral izquierdo. La ubicación del terremoto es adyacente a otro gran terremoto en 1303. El evento anterior a 1695 fue el terremoto de magnitud 7,0 en 1683. Los estudios académicos encontraron que el terremoto de 1695 ocurrió en regiones de estrés reducido debido a la transferencia de estrés de Coulomb de eventos anteriores. Sugiere que la región ya estaba bajo estrés a largo plazo que condujo a las rupturas. El terremoto de 1695 es el último terremoto de magnitud 7,0 o mayor que se produjo en el Rift de Shanxi.

## Daños y bajas
En Linfen, donde la intensidad máxima fue de X a XI, muchas viviendas en aldeas fueron destruidas, matando a sus habitantes. El choque derribó estructuras en la ciudad, incluidos muros, templos, torres, casas y almacenes. Según un relato, más de 40.000 viviendas fueron destruidas por el terremoto. Se iniciaron conflagraciones y del suelo brotó agua de color negro, matando a muchos. Más de 60 aldeanos murieron en un asentamiento en Linfen cuando se derrumbaron templos y casas. En otro pueblo, más de 80 de los 180 habitantes murieron debido al derrumbe de estructuras. El choque derrumbó casas cueva enteras y enterró a muchas personas. En la aldea de Xinjian, condado de Xiangling, murieron 7.000 personas. También se mató mucho más ganado. Como consecuencia, solo sobrevivieron un puñado de casas, edificios gubernamentales, templos e instituciones educativas. Linfen perdió al menos 28.000 residentes o el 16 por ciento de su población. La ciudad representó el 53 por ciento del número total de muertos. Los informes de daños también llegaron de las provincias de Hebei, Gansu y Jiangsu. Un informe oficial de 1875 afirmaba que murieron 52.000 personas, pero un monumento de la dinastía Yuan situó esa cifra en 176.000. Los efectos del suelo causados por el terremoto todavía son visibles hoy. En las aldeas de Dongputou y Xiputou en el distrito de Xiangcheng, un gran valle que divide las aldeas en dos. El canal Tongli, una fuente de agua para la agricultura en la región, fue destruido durante los temblores.

## Respuesta
El emperador Kangxi, el tercer emperador de la dinastía Qing, fue informado sobre la devastación provocada por el terremoto. Nombró ministros y funcionarios gubernamentales para inspeccionar el área afectada. Se envió un equipo de socorro en casos de desastre para llevar a cabo los esfuerzos de rescate y socorro. Kangxi proporcionó un fondo de ayuda para ayudar a las víctimas del terremoto y reconstruir las ciudades dañadas. Se entregaron taeles de plata a cada persona fallecida. En Linfen se manejaron un total de 36.212 taels. Las donaciones solicitadas por el ministro de Socorro a todos los funcionarios gubernamentales ascendieron a 4.594.200 taels de plata y se utilizaron para reconstruir viviendas. El gobierno asignó los fondos para la reconstrucción de los pueblos y la estructura de la ciudad. Los soldados patrullaban la zona para prevenir delitos y conducta desordenada.